# Storlandets revir
Storlandets revir var ett skogsförvaltningsområde inom Övre Norrbottens överjägmästardistrikt som omfattade Gällivare socken, Norrbottens län, kronoparken Storlandet samt de inom och söder om denna belägna enskilda skogarna, allmänningarna och kronoöverloppsmarkerna. Kronoparken hade bildats 1874 av gammal kronomark och hade en areal av 92 653 hektar (1915). Reviret, som var indelat i fyra bevakningstrakter, omfattade totalt 144 260 hektar (1915).